# Холодная Балка (футбольный клуб)
«Холо́дная Ба́лка» — бывший украинский футбольный клуб из города Макеевка Донецкой области. В футбольных турнирах представлял макеевскую шахту «Холодная Балка». Основан в 1960-х годах под названием «Шахтёр». Под этим же названием в 1972 и 1973 годах выступал во второй лиге чемпионата СССР. Чемпион Украинской ССР среди коллективов физической культуры (1971), обладатель Кубка УССР (1969).

## История названий
- 1960—1992 —  «Шахтёр»
- 1992 — настоящее время —  «Холодная Балка»

## История
Футболисты шахты «Холодная балка», защищавшие честь предприятия Макеевуголь, были в конце 60-х годов XX века лидерами любительского футбола Макеевки. Команда «Шахтёр» победила в 1968 году в чемпионате области, а в 1969 дебютировала в розыгрыше Кубка УССР. В том сезоне почётный приз оспаривало 16 118 команд. Макеевской команде удалось выйти в финал. 14 октября в решающем матче на стадионе в Макеевке шахтёр одержал победу над командой «Сокол» (Львов). В составе «Шахтёра» обладателями Кубка республики стали В. Харьковский, В. Анитдинов, Г. Чепига, С. Власкин, А. Луцак, В. Истомин и др.
В первенстве УССР среди КФК в том сезоне «Шахтёр» занял 3 место в группе. В следующем сезоне — 2-е место. В следующем — ещё шаг вперёд — первое. Команда под руководством тренера Евгения Шпинёва уверенно выиграла зону, затем полуфинальную группу, а затем и финальную. В 16 встречах первенства Украины футболисты команды забили 53 гола. Главной ударной силой коллектива были Станислав и Владимир Морозовы, забившие соответственно 14 и 13 мячей. Станислав был признан лучшим игроком финального турнира. Став чемпионами УССР, макеевцы получили место среди команд мастеров.
В 1972 году «Шахтёр» стартовал во второй лиге чемпионата СССР, где провела два сезона. После сезона 1973 года команда вернулась на любительский уровень, и продолжила выступления в местных соревнованиях.
В сезоне 1993/94 «Холодная балка» принимала участие в любительском чемпионате Украины.

## История выступлений
| Сезон                                       | Название клуба | Лига | Лига               | Лига     | Лига | Лига | Лига   | Лига | Лига | Лига | Лига | Кубок                                                 | Ист.   |
| Сезон                                       | Название клуба | У    | Дивизион           | Место    | И    | В    | Н      | П    | МЗ   | МП   | О    | Кубок                                                 | Ист.   |
| ------------------------------------------- | -------------- | ---- | ------------------ | -------- | ---- | ---- | ------ | ---- | ---- | ---- | ---- | ----------------------------------------------------- | ------ |
| Первенство Украинской ССР среди команд КФК  |                |      |                    |          |      |      |        |      |      |      |      |                                                       |        |
| 1969                                        | Шахтёр         | КФК  | УССР 1 зона        | 3 из 4   | 6    | 3    | 0      | 3    | 5    | 6    | 6    | Кубок УССР Обладатель Кубок СССР среди КФК 1/8 финала | [2][3] |
| 1970                                        | Шахтёр         | КФК  | УССР 4 зона        | 2 из 8   | 14   | 7    | 6      | 1    | 24   | 4    | 20   | Кубок УССР 1/2 финала Кубок СССР среди КФК 1/4 финала | [4][5] |
| 1971                                        | Шахтёр         | КФК  | УССР 7 зона        | 1 из 6   | 10   | 10   | 0      | 0    | 34   | 4    | 20   | —                                                     | [6]    |
| 1971                                        | Шахтёр         | КФК  | Полуфинал 2        | 1 из 4   | 3    | 2    | 1      | 0    | 11   | 4    | 5    | —                                                     | [7]    |
| 1971                                        | Шахтёр         | КФК  | Финальный турнир   | 1 из 4   | 3    | 3    | 0      | 0    | 8    | 1    | 6    | —                                                     | [8]    |
| Чемпионат СССР — Вторая лига                |                |      |                    |          |      |      |        |      |      |      |      |                                                       |        |
| 1972                                        | Шахтёр         | ІІІ  | Вторая лига 1 зона | 12 из 24 | 46   | 16   | 18     | 12   | 47   | 40   | 50   | —                                                     |        |
| 1973                                        | Шахтёр         | ІІІ  | Вторая лига 1 зона | 13 из 23 | 44   | 15   | 5/9[9] | 15   | 50   | 48   | 35   | —                                                     |        |
| Чемпионат Украины среди любительских команд |                |      |                    |          |      |      |        |      |      |      |      |                                                       |        |
| 1993/94                                     | Холодная балка | АЛФУ | ЛЧУ 5 зона         | 11 из 15 | 26   | 9    | 3      | 14   | 24   | 39   | 21   | —                                                     | (uk)   |

## Трофеи

### Национальные чемпионаты

#### СССР
Вторая лига, зона УССР:
- 12 место (1 раз): 1972

### Любительские соревнования
Кубок СССР среди КФК:
- 1/4 финала (1 раз): 1970

Первенство Украинской ССР среди КФК:
- Победитель (1 раз): 1971

Кубок Украинской ССР среди КФК:
- Обладатель (1 раз): 1969

### Региональные соревнования
Первенство Донецкой области:
- Победитель (1 раз): 1968

Кубок Донецкой области:
- Обладатель (2 раза): 1969, 1970